# Empis melanderi
Empis melanderi är en tvåvingeart som beskrevs av Arnaud och Birchim 1966. Empis melanderi ingår i släktet Empis och familjen dansflugor.
Artens utbredningsområde är Kalifornien. Inga underarter finns listade i Catalogue of Life.